# Aloïs van de Vyvere
Aloïs Jean Maria Joseph van de Vyvere (Tielt, 1871. június 8. – Párizs, 1961. október 22.) belga politikus és államférfi, Belgium miniszterelnöke 1925. május 13. és 1925. június 17. között.

## Fiatalkora és tanulmányai
Tielt városban született, ahol apja, Jean-Baptiste van de Vyvere, szövőműhelyt vezetett. Anyja Valerie Sierens. Alois kezdetben a tielti püspöki főiskolán tanult, majd 1888-tól jogot és filozófiát tanult a Leuveni Katolikus Egyetemen. Az egyetemi évek alatt Pieter-Jozef Sencie-vel megalapították a Vlaamse Sprekersbond nevű szervezett, amely az akkoriban divatos keresztényszocialista-materialista eszmék ellen lépett fel. Egyetemi évei alatt egyik tanára Désiré-Joseph Mercier volt, aki később mecheleni bíboros és a belga katolikus egyház feje lett.

## Politikai pályafutása

### Genti évek
Az egyetemi tanulmányok befejezése után Gent városában dolgozott ügyvédként és Augustus Beernaert hatására a Belga Katolikus Párt tagja lett. 1909 és 1911 között városi tanácsos volt Gentben, ahol Belgiumban elsőként a katolikus és a szocialista párt alakított koalíciót. Majd 1911. február 9-én megválasztották a belga képviselőház tagjává, Roeselare és Tielt választókerületek képviseletében. De Vyvere fő támogatói a helyi gazdák szövetsége, a Boerenbond volt.

### A belga kormány minisztereként
1911 és 1926 között számos miniszteri posztot töltött be. 1911 júniusában I. Albert belga király meghívására Charles de Broqueville miniszterelnök kinevezte a mezőgazdaságért és a közmunkákért felelős tárca élére (1911–1912). Ebben a tisztségében felügyelte az antwerpeni kikötő megnagyobbítását.
1912. november 11-én nevezték ki vasúti és postaügyi miniszternek, majd 1914. február 28-án megkapta a pénzügyminiszteri posztot. Ezt a pozíciót töltötte be az emigrációba kényszerült belga kormányban 1918. november 3-ig, De Broqueville és Gérard Cooreman miniszterelnöksége alatt.
Mezőgazdasági miniszterként az egyik legfontosabb probléma, amivel szembe kellett néznie, az élelmiszerárak rohamos emelkedése. Bár ennek elsősorban nemzetközi gazdasági okai voltak, az ellenzékben lévő szocialisták mégis kihasználták és populista kampányba kezdtek, hogy a kormányt tömeges élelmiszer-behozatalra kényszerítsék. Alternatív megoldásként a mezőgazdasági ismeretek oktatását javasolta, illetve a flamand nyelvterületeken a holland nyelv használatát vezette be a mezőgazdasági oktatásban. Minisztersége alatt (1912-ben) lett holland az oktatás nyelve a genti l’Ecole d’Horticulture de Gand főiskolán is.

### Az első világháború alatt

A belga kormány a német támadás elől a franciaországi Le Havre városába menekült. A kormány tagjai balról jobbra: Prosper Poullet, A. Hubert, P. Segers, Joris Helleputte, Paul Berryer, Aloïs van de Vyvere, Émile Vandervelde, Paul Hymans, E. Brunet, Albert Joseph Goblet d’Alviella, Henry Carton de Wiart, Charles de Broqueville, Jules Renkin és Armand de Ceuninck altábornagy

Az első világháború kitörése után mint pénzügyminiszter megszervezte, hogy a belga nemzeti bank aranytartalékát Angliába menekítsék. A kormány ezután hamarosan száműzetésbe kényszerült és a franciaországi Le Havre egyik elővárosában, Sainte-Adresse-ben telepedtek meg. Pénzügyminiszterként a legnagyobb feladata volt a kormány bevételeinek biztosítása és a németek által megszállt területek segélyezése volt. A segélyakciót Dannie Heineman amerikai zsidó üzletember, a Sofina belga befektetési alap vezetőjének kezdeményezésére indították és más vezető belga üzletemberek is hamarosan csatlakoztak. Bár az amerikaiak is támogatták a segélyeket, a belga kormánynak előbb le kellett győznie Lloyd George angol pénzügyminiszter és Winston Churchill ellenállását.
1915-ben az Amerikai Egyesült Államokba utazott, hogy segélyeket és pénzügyi támogatást szerezzen Belgium számára. A háború során az antant szövetségesek gazdasági tárgyalásain is megvédte Belgium érdekeit, például elutasította a francia Étienne Clémentel ipari és gazdasági miniszter javaslatát, aki Franciaország és Belgium vámunióját akarta létrehozni (az előbbi nyilvánvaló dominanciájával). Ez a döntés nagy bátorságot igényelt, mert a háború előtt Belgium vámunióban volt Németországgal, ami meglehetős gazdasági stabilitást nyújtott az országnak. A vámunió terve azonban a háború után is tovább élt: 1924 márciusában a belga képviselőház elutasított egy hasonló javaslatot, amelyet a francia parlament előzetesen már jóváhagyott.
A háború befejeztével a pénzügyminisztériumnak ismét nehéz döntéssel kellett szembenéznie: a felszabadított lakosságnak élelmiszert kellett biztosítani, amit csak német birodalmi márka (a háború alatt bevezetett egyetlen fizetőeszköz) ellenében vagy teljesen ingyenesen tudott végrehajtani. Hosszas tárgyalások után a kormány úgy döntött, hogy helyreállítja a belga frankot mint törvényes fizetőeszközt a háború befejezése után. Első lépésként lakossági állampapírokat bocsátottak ki, amelyek 75%-át márkában és 25%-át belga frankban jegyezték. A következő lépésben bejelentették, hogy a lakosság birtokában lévő márkát a kormánynál kell letétbe helyezni, amely azt két lépésben beváltja: kezdetben 1000 márkáért adtak 1250 frankot, majd a betétek maradékát a gazdaság újjáépítése vagy a német jóvátételi fizetések beérkezése után folyósították volna. Van de Vyvere ekkor elhagyta a kormányt, mielőtt ezeket az intézkedéseket a gyakorlatban foganatosították, később a márka beváltásának folyamata katasztrofálisan félresikerült, az akciót kísérő csalások és a német fizetség elmaradása miatt.

### Nyelvi kérdés
Még egyetemi évei alatt került kapcsolatba a flamand nyelv és kultúra felélesztését irányzó mozgalmakkal és a kormány tagjaként is igyekezett a flamandok érdekeit érvényesíteni. A megszállt területeken a németek biztosították a flamand lakosság szabad nyelvhasználatát (amely addig nem volt hivatalos nyelv) és egynyelvűsítették a Genti Egyetemet. A flamand vezetők, Van de Vyvere támogatása ellenére, sem bírták rávenni azonban a kormányt, hogy a háború után is ugyanezeket a jogokat biztosítsa a flamandoknak. Van de Vyvere ugyancsak támogatta, hogy hozzanak létre egynyelvű flamand alakulatokat a belga hadseregben, de ezt a háborús helyzetre való tekintettel Charles de Broqueville végül elutasította.

### A háború után
Az 1918. november 14-i kormányülés után Van de Vyvere lemondott pénzügyminiszteri tisztségéről, mivel a belga kormány tagjai egyre jobban kiálltak a Németországgal szembeni bosszú mellett. November 24-én ezt írta feleségének:
„Felcseréltem a miniszteri posztot az államminiszteri címre. Távozásom a kormányból nem volt váratlan, és a kormány, valamint a király ezzel a kis semmiséggel (mármint az államminiszteri kinevezéssel) próbálja enyhíteni távozásomat.”
Továbbra is tagja volt azonban a belga parlamentnek, ahol Charles Woeste betegeskedése, majd halála után átvette a Belga Katolikus Párt irányítását. Az alsóházban az egyik legemlékezetesebb cselekedete volt 1919-ben a „három 'Van' interpellációja”, amikor Frans Van Cauwelaert and Alfons Van de Perre politikusokkal együtt felszólította a kormányt a nyelvi egyenlőségre tett ígéretek betartására. Higgadt és logikus beszédében kijelentette:
Biztosítani kell „a flamand intellektus szabad virágzását, teljes eredetiségében, hogy akadály nélkül emelkedhessen a kultúra legmagasabb fokára és járuljon hozzá az ország újjáépítéséhez és további vívmányaihoz.”
Különösen szerette volna elérni a Genti Egyetem tannyelvének megváltoztatását, amire a háború alatt egyszer már sor került, valamint a kormányzati szervek decentralizációját. A teljes kétnyelvűséget viszont elvetette, és azt szerette volna elérni, hogy minden kormányzati szervnek legyen  vallonokkal és flamandokkal külön foglalkozó részlege.
Az 1920-as évek során aktívan részt vett a Genti Egyetem flamandosításában, illetve a Leuveni Katolikus Egyetemen a holland nyelvi képzés meghonosításában. 1923-ban ő írta meg az ún. Nolf-törvény végső változatát, amely a Genti Egyetem nyelvi kérdését rendezte: a flamand szekcióban az előadások kétharmada flamand, egyharmada francia nyelven volt ezután, a francia szekcióban is fordított elrendezés lépett életbe.
A háború utáni újjáépítésben és a gazdaság fellendítésében is aktív szerepet vállalt. 1920 tavaszán az antwerpeni Pétrofina SA olajipari vállalat képviselője lett, amely a békeszerződéseknek megfelelően a romániai olajiparban meglévő német befektetéseket vette át (háborús kártérítés címén, az Erdöl AG német vállalattól). Azonban a francia Compagnie Industrielle des Pétroles szintén próbálta ezeket az érdekeltségeket megszerezni. Van de Vyvere a bukaresti legfelsőbb bíróság előtt védte meg a belga vállalat érdekeit.
1920 novemberében I. Albert felkérésére ismét elfogadta a gazdasági miniszteri pozíciót (1920–1924), amit Henry Carton de Wiart majd Georges Theunis kormányában töltött be. Irányításával a minisztérium nemcsak a házak, hanem templomok, iskolák és más közösségi épületek, köztük a háború alatt szinte teljesen lerombolt Ypres helyreállításában is aktív szerepet vállalt. 1922-ben így nyilatkozott a helyreállítási programról a szenátusban mondott beszéde során:
„Ypres történelmi épületei szent emlékhelyek minden nyugat-flandriai számára, amelyeket sem tűz, sem vas ki nem törölhet emlékezetünkből. Az alázatos helyreállítás során arra törekszünk, hogy minden részt megőrizzünk, amely megmenekült a háború pusztításától, minden maradványt összegyűjtsünk, ami még fellelhető, és minden olyan díszítést, faragást teljes pompájában helyreállítsunk, amely elpusztult. Csakúgy, mint a franciák Reimsben, új életet adunk ezeknek az emlékműveknek, amelyek továbbra is emlékeztetni fognak a nagy háború pusztításaira.”
Később az egymást követő kormányokban igazságügyminiszter (1921), gazdasági miniszter (1920–1924), pénzügyminiszter (1925) és végül ismét mezőgazdasági miniszter (1925–1926) volt.
Georges Theunis miniszterelnök harmadik kormányának bukása után, 1925. április 5-ére parlamenti választásokat írtak ki, amelyen a szocialista párt jelentősen előtört, főleg a liberálisok rovására. A király kérésére ekkor Van de Vyvere alakított kormányt a katolikus párt támogatásával és néhány technokrata miniszter bevonásával. A kormány május 13-án tette le az esküt, de már ekkor látszott, hogy később koalíciós kormányzásra lesz szükség – Van de Vyvere már május 20-án kész volt benyújtani lemondását. Végül a katolikus-szocialista koalíciós kormány június 10-én alakult meg, és június 17-én tette le hivatali esküjét, Prosper Poullet miniszterelnöksége alatt.

#### A De Vyvere-kormány összetétele
| Miniszteri tiszt                        | Név                     | Párt         |
| --------------------------------------- | ----------------------- | ------------ |
| Miniszterelnök és Pénzügyminiszter      | Aloïs van de Vyvere     | Katolikus    |
| Külügyminiszter                         | Albéric Ruzette         | Katolikus    |
| Belügyi és egészségügyi miniszter       | Prosper Poullet         | Katolikus    |
| Művészeti és tudományügyi miniszter     | Léon Théodor            | pártonkívüli |
| Igazságügyminiszter                     | Léon Théodor            | pártonkívüli |
| Mezőgazdasági és közmunkaügyi miniszter | Albéric Ruzette         | Katolikus    |
| Ipari, munkaügyi és szociális miniszter | Paul Tschoffen          | Katolikus    |
| Vasút-, posta- és távközlési miniszter  | Paul Tschoffen          | Katolikus    |
| Hadügyminiszter                         | Albert Hellebaut        | pártonkívüli |
| Gyarmatügyi miniszter                   | Henri Carton de Tournai | Katolikus    |
| Gazdasági miniszter                     | Romain Moyersoen        | Katolikus    |

### Visszavonulása
Lemondása után továbbra is részt vett a kormány munkájában. Nemzetközi pénzügyi kapcsolatai miatt részt vett a Belgium nemzetközi adósságainak rendezését célzó tárgyalásokon, amelyeket a belga kormány londoni és amerikai bankokkal folytatott. Azonban az Albert-Edouard Janssen pénzügyminiszter vezetésével folyó tárgyalások kudarcot vallottak, a belga frankot jelentősen le kellett értékelni és Van de Vyvere 1926. február 23-án végleg lemondott kormányzati posztjáról.
Döntésében feltehetően szerepet játszott, hogy pontosan egy hónappal korábban, január 23-án meghalt régi barátja és mentora, Mercier mecheleni érsek. 1923-ban Mercier arra biztatta Van de Vyvere-t, hogy a katolikus párt érdekében a végsőkig vegyen részt a kormány munkájában. Időnkénti nézeteltéréseik ellenére szoros kapcsolat fűzte őket össze: Mercier meghívta Van de Vyvere-t, hogy legyen az antwerpeni Flamand Katolikus Egyetem rektora. Később pedig a leuveni egyetem igazgatótanácsának tagja lett, amely posztot élete végéig betöltötte.
1926. február után Van de Vyvere már soha nem vett részt a kormány munkájában, de továbbra is vezette a katolikus párt parlamenti frakcióját. Továbbra is harcolt a flamand nyelv elismeréséért, a flamand nyelvű oktatás kiterjesztéséért, valamint a hadseregben a flamand nyelv használatának elismeréséért. Utóbbi esetben csak annyit sikerült elérnie, hogy századszinten megalakultak az első flamand egységek, de a hadsereg hivatalos vezénylési nyelve továbbra is a francia maradt. 1927-ben támogatta az antwerpeni kikötő további korszerűsítésének kormányzati támogatásáról szóló törvényt. 1925-ben a belga kongresszus tengerészeti szövetségének elnöke lett,  és ebben a tisztségében öt nemzetközi konferencián elnökölt, amelyek célja a folyami hajózás fellendítése volt.
1929-ben I. Albert király grófi címet adományozott neki, jelmondatát Vergilius költeményéből választotta: „Officio nec te certasse priorem poeniteat”.
1931-ben lemondott parlamenti képviselői helyéről és az üzleti élet felé fordult. Még 1928-ban Dannie Heinemann rávette, hogy tagja legyen a Sofina befektetői csoportnak, amelyet 1934 és 1954 között vezetett. Részt vett a Purtina olajipari vállalat irányításában (a Pétrofina csoport tagja), a belga takarékszövetkezeti csoport (Conseils de la Caisse Générale d’Epargne et de Retraite) igazgatótanácsának tagja lett 1938-ban és a kereskedelmi hitelintézet vezetője (Société Nationale de Crédit à l’Industrie) is volt.
A második világháború kitörése után, 1940 májusában Franciaországon és Spanyolországon keresztül Portugáliába menekült a Belgiumot ismét megszálló Németország elől, bár a németek megpróbálták marasztalni. Lisszabonból novemberben New Yorkba utazott, ahol a Sofina és a Hallett csoport képviselőjeként a háború alatt a belga vállalatok érdekeit képviselte külföldön. A háború után részt vett a Petrofina vállalat talpraállításában, amely hamarosan a legnagyobb belga részvénytársaság lett, 1961-ig az igazgatótanács elnöke volt. Államminiszteri minőségében vett részt 1950 és 1960 között a Belga-Kongó gyarmat jövőjéről folytatott tanácskozásokon.
1961-ben Párizsban halt meg.

## Fordítás
- Ez a szócikk részben vagy egészben  az   Aloys van de Vijvere című angol Wikipédia-szócikk ezen változatának fordításán alapul.  Az eredeti cikk szerkesztőit annak laptörténete sorolja fel. Ez a jelzés csupán a megfogalmazás eredetét és a szerzői jogokat jelzi, nem szolgál a cikkben szereplő információk forrásmegjelöléseként.